# 4888 Doreen
4888 Doreen è un asteroide della fascia principale. Scoperto nel 1981, presenta un'orbita caratterizzata da un semiasse maggiore pari a 2,3499951 UA e da un'eccentricità di 0,0169644, inclinata di 4,05853° rispetto all'eclittica.